# 聖弗蘭西斯科德多斯里奧斯區

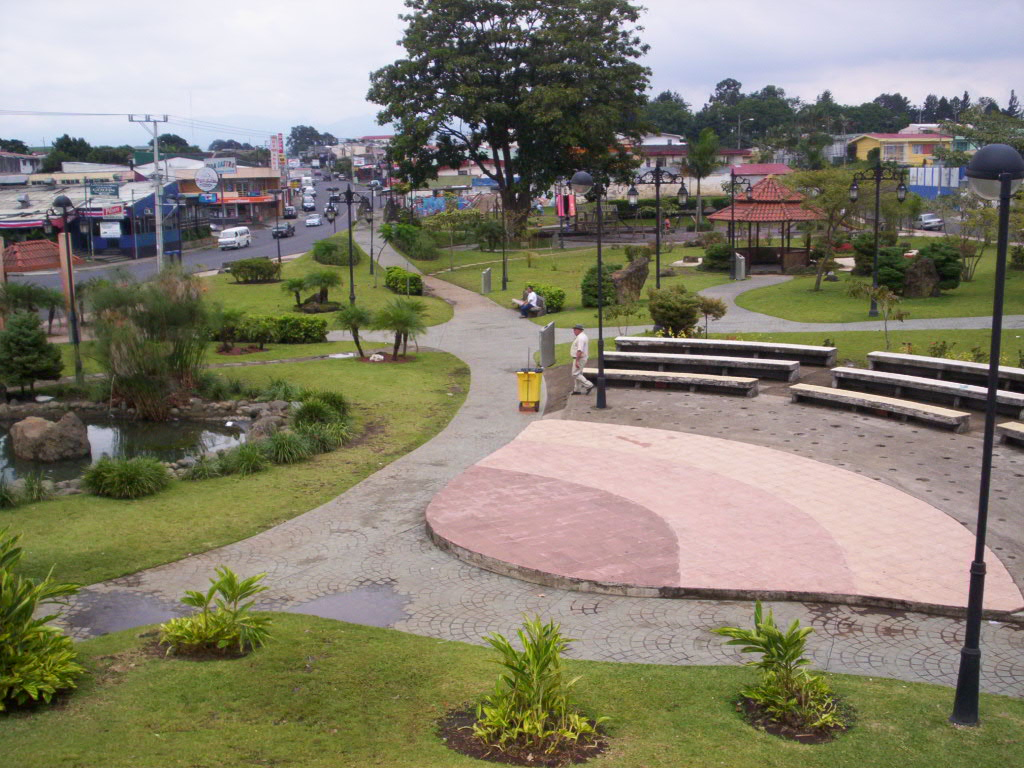

聖弗蘭西斯科德多斯里奧斯區（西班牙語：San Francisco de Dos Ríos），是哥斯達黎加的一個區，位於該國中部聖何塞省，始建於1848年12月7日，面積2.68平方公里，海拔高度1,168米，2011年人口20,209，人口密度每平方公里7,540.67人。